# Bolbodera scabrosa
Bolbodera scabrosa es una especie de las chinches asesinas, insectos pertenecientes a la familia Reduviidae (insectos depredadores) y subfamilia Triatominae.
La especie fue descrita científicamente por primera vez por el entomólogo cubano Pedro Valdés Ragués en 1910. Habita únicamente en Cuba, donde se la ha recolectado en la zona de Guantánamo y Pinar del Río de donde es endémica y poco abundante. Se la encuentra en plantaciones de café y nidos de roedores. Se presume que se ve atraída pro la luces de la casas, por lo que podría tener hábitos peridomiciliarios. Se destaca de otras especies de la tribu Bolboderini (y de los triatominos en general), por su llamativa coloración roja y negra, considerada aposemática (esto es, para llamar la atención) en los reduviidos depredadores.
A Bolbodera scabrosa se la puede considerar como un fósil viviente, ya que de acuerdo a estudios, se alimentaba de una especie de perezoso extinto que habitaba en Cuba. Se ha planteado que B. scabrosa logró sobrevivir adaptándose a alimentarse de sangre de un nuevo hospedador, que es un roedor, probablemente la jutía Capromys melanurus. No se alimenta de sangre humana y se desconoce si esta especie de insecto puede transmitir la enfermedad de Chagas.